# Iglesia de San Miguel (Mendeica)
La iglesia de San Miguel es un edificio situado en la entidad de población española de Mendeica, en la provincia de Vizcaya.

## Descripción
El edificio se encuentra en la entidad de población española de Mendeica, del municipio de Orduña, perteneciente a la provincia de Vizcaya, en la comunidad autónoma del País Vasco. Se menciona como iglesia parroquial del lugar en el undécimo volumen del Diccionario geográfico-estadístico-histórico de España y sus posesiones de Ultramar de Pascual Madoz, donde aparece descrita con las siguientes palabras: «igl. parr. (San Miguel), servida por un beneficiado propietario con título de cura, de nombramiento del diocesano, y cementerio inmediato á la igl.».